# Municipio de Brandywine (condado de Shelby)
El municipio de Brandywine (en inglés: Brandywine Township) es un municipio ubicado en el condado de Shelby en el estado estadounidense de Indiana. En el año 2010 tenía una población de 2015 habitantes y una densidad poblacional de 34,87 personas por km².

## Geografía
El municipio de Brandywine se encuentra ubicado en las coordenadas 39°34′33″N 85°49′56″O / 39.57583, -85.83222. Según la Oficina del Censo de los Estados Unidos, el municipio tiene una superficie total de 57.78 km², de la cual 57,5 km² corresponden a tierra firme y (0,49 %) 0,28 km² es agua.

## Demografía
Según el censo de 2010, había 2015 personas residiendo en el municipio de Brandywine. La densidad de población era de 34,87 hab./km². De los 2015 habitantes, el municipio de Brandywine estaba compuesto por el 97,07 % blancos, el 0,45 % eran afroamericanos, el 0,05 % eran amerindios, el 0,25 % eran asiáticos, el 0,99 % eran de otras razas y el 1,19 % eran de una mezcla de razas. Del total de la población el 2,08 % eran hispanos o latinos de cualquier raza.